# Elenī Kelaïditī
Elenī Kelaïditī (in greco Ελένη Κελαϊδίτη?; Cholargos, 1º aprile 2000) è una ginnasta greca.

## Carriera

### Junior
Elenī inizia a praticare ginnastica ritmica all'età di sei anni.
Nel 2014 partecipa alla Miss Valentine Cup, al Torneo "Città di Pesaro" e, in seguito, ai Campionati Europei di ginnastica ritmica 2014 di Baku, dove arriva ottava con cerchio e palla e quarta con il nastro.
Nel 2015 partecipa alla Aphrodite Cup.

### Senior
Nel 2016 partecipa alla World Cup di Minsk, arrivando quattordicesima, e alla World Cup di Guadalajara, arrivando diciannovesima.
Nel 2017 partecipa alla World Cup di Pesaro, arrivando diciassettesima nell'all-around e ottava al nastro. Alla World Cup di Sofia, invece, arriva ottava sia nell'all-around sia con le clavette. Prende parte anche ai Campionati Europei di ginnastica ritmica 2017 di Budapest, dove arriva ottava nella finale alle clavette. Ai Giochi Mondiali di Varsavia non si qualifica per nessuna finale d'attrezzo. Ai Campionati Mondiali di ginnastica ritmica 2017 di Pesaro arriva ventesima nell'all-around davanti all'ucraina Olena Diachenko.
Nel 2018 arriva tredicesima ai Campionati Europei di ginnastica ritmica 2018 di Guadalajara, mentre ai Campionati Mondiali di ginnastica ritmica 2018 di Sofia è quattordicesima. Davanti a tutte le aspettative, invece, riesce a vincere l'argento ai Giochi del Mediterraneo di Tarragona davanti a Milena Baldassarri e dietro ad Alexandra Agiurgiuculese.
Nel 2019 prende parte ai Campionati Europei di ginnastica ritmica 2019 di Baku, arrivando undicesima. Alla World Cup di Kazan', invece, arriva diciottesima nella classifica generale e ottava alla palla. Ai Campionati Mondiali di ginnastica ritmica 2019 di Baku arriva diciottesima nella gara a team e ventinovesima nell'all-around, mancando quindi la qualificazione per i Giochi Olimpici 2020.

## Palmarès

### Giochi del Mediterraneo
| Anno | Città     | Risultato | Specialità |
| ---- | --------- | --------- | ---------- |
| 2019 | Tarragona | Argento   | All-Around |